# Liste von Kraftwerken in Kamerun
Die Kraftwerke in Kamerun werden sowohl auf einer Karte als auch in Tabellen (mit Kennzahlen) dargestellt. Die Liste ist nicht vollständig.

## Installierte Leistung und Jahreserzeugung
Im Jahre 2015 lag Kamerun bzgl. der installierten Leistung mit 1.545 MW an Stelle 121 und bzgl. der jährlichen Erzeugung mit 6,61 Mrd. kWh an Stelle 114 in der Welt. Der Elektrifizierungsgrad lag 2013 bei 55 % (88 % in den Städten und 17 % in ländlichen Gebieten).

## Karte
| Chollet |

| Edéa |

| Kribi |

| Lagdo |

| Lom Pangar |

| Memve'ele |

| Song Loulou |

| Mekin |

## Kalorische Kraftwerke
| Name des Kraftwerks | Inst. Leistung (MW) | Brennstoff     | Status     |
| ------------------- | ------------------- | -------------- | ---------- |
| Kribi               | 216                 | Erdgas, Diesel | in Betrieb |

## Wasserkraftwerke
| Name des Kraftwerks | Inst. Leistung (MW) | Fluss  | Status     |
| ------------------- | ------------------- | ------ | ---------- |
| Bini à Warack       | 75                  | Vina   | in Bau     |
| Chollet             | 600                 | Dja    | geplant    |
| Edéa                | 276                 | Sanaga | in Betrieb |
| Grand Eweng         | 1.800               | Sanaga | geplant    |
| Lagdo               | 72                  | Benue  | in Betrieb |
| Lom Pangar          | 30                  | Lom    | in Betrieb |
| Mekin               |                     | Dja    | in Betrieb |
| Memve'ele           | 211                 | Ntem   | in Betrieb |
| Song Loulou         | 396                 | Sanaga | in Betrieb |